# 認知的評価
認知的評価（にんちてきひょうか、単に「評価」とも呼ばれる　英:Cognitive_appraisal）とは、環境中の刺激に対して個人が行う主観的解釈のことである。
これは、ストレス、メンタルヘルス、対処、感情に関するさまざまな理論の構成要素である。

## 解説
この言葉が最も顕著に用いられているのは、リチャード・ラザルスとスーザン・フォークマンが1984年に発表した『ストレスと対処のトランザクショナルモデル』の中である。
この理論では、認知的評価は、個人が生活の中でストレス因子に反応し、解釈する方法と定義されている。さまざまな精神障害が、その障害に罹患した人の認知的評価のパターンに異常があることが観察されている。その他の研究では、性格が個人の認知的評価の仕方にどのような影響を及ぼすかについて詳述している。
刺激や経験の再解釈（認知的再評価）は、「感情調節における最も効果的な戦略の一つ」であることが示されています。
認知的評価は、限界革命以降、経済学の発展において極めて重要な役割を果たすようになりました。この過程で、古典的な労働価値説は主観的価値説に置き換えられ、行動主体による認知的評価が、市場での価格シグナルと交換価値の基盤となりました。

### ラザルスのストレスについてのトランザクショナルモデル

Visual representation of Lazarus' transactional model of stress.

このモデルは、ストレスフルな出来事に対する反応を説明する方法として認知的評価を用いている。
この理論によると、ある出来事に対して個人がストレスを感じるためには、2つの異なる形態の認知的評価が起こる必要があり、ラザルスはこれらの段階を「一次評価」と「二次評価」と呼んでいる。一次評価では、ある出来事は個人にとって危険なもの、あるいは個人的な目標を脅かすものとして解釈される。二次評価では、特定の状況に対処できる能力や心理学的リソースを評価する。
| サブスタブ | この項目は、まだ閲覧者の調べものの参照としては役立たない、書きかけの項目です。この項目を加筆・訂正などしてくださる協力者を求めています。このテンプレートは分野別のサブスタブテンプレートやスタブテンプレート（Wikipedia:分野別のスタブテンプレート参照）に変更することが望まれています。 |

1. ↑  リチャード・ラザルス、スーザン・フォークマン『ストレスの心理学: 認知的評価と対処の研究』本明寛（翻訳）、春木豊（翻訳）、織田正美（翻訳）、実務教育出版、1991年11月。ISBN 978-4788960701。 Richard S. Lazarus, Susan Folkman, Stress, appraisal, and coping, Springer Pub. Co, 1984.
2. ↑  Webb, Thomas; Miles, Eleanor; Sheeran, Paschal (2012). “Dealing with feeling: A meta-analysis of the effectiveness of strategies derived from the process model of emotion regulation”. Psychological Bulletin 138 (4):  775–808. doi:10.1037/a0027600. PMID 22582737.
3. ↑  Elson, Diane, editor. Value: The Representation of Labour in Capitalism. London: CSE Books, 1979. ISBN 978-0-906336-07-6
4. ↑  Menger, Carl. Principles of Economics. Translated by James Dingwall and Bert F. Hoselitz. Auburn, AL: Ludwig von Mises Institute, 2007. Originally published in 1871. ISBN 978-1-61016-202-9
5. ↑  Black, R. D. Collison, Coats, A. W., and Goodwin, Craufurd D., editors. The Marginal Revolution in Economics: Interpretation and Evaluation. Durham, NC: Duke University Press, 1973. ISBN 978-0-8223-0278-0